# Temple Park
Temple Park – wieś w Anglii, w hrabstwie ceremonialnym Berkshire, w dystrykcie (unitary authority) Bracknell Forest. Leży 15 km na wschód od centrum miasta Reading i 46 km na zachód od centrum Londynu.